# Okręg Puka
Okręg Puka (alb. Rrethi i Pukës) – jeden z trzydziestu sześciu okręgów administracyjnych w Albanii; leży w północnej części kraju, w obwodzie Szkodra. Liczy ok. 25 tys. osób (2008) i zajmuje powierzchnię 1034 km². Jego stolicą jest Puka.
W skład okręgu wchodzi 10 gmin. Dwie miejskie: Puka i Fushë-Arrëz oraz osiem wiejskich: Blerim, Iballë, Fierzë, Gjegjan, Qafë-Mali, Qelëz, Qerret oraz Rrapë.